# Italia en los Juegos Olímpicos de París 2024
Italia estuvo representada en los Juegos Olímpicos de París 2024 por un total de 370 deportistas que compitieron en 30 deportes. Responsable del equipo olímpico es el Comité Olímpico Nacional Italiano, así como las federaciones deportivas nacionales de cada deporte con participación.
Los portadores de la bandera en la ceremonia de apertura fueron el atleta Gianmarco Tamberi y la esgrimidora Arianna Errigo.

## Medallistas
El equipo olímpico de Italia obtuvo las siguientes medallas:
| Nombre                                                                          | Deporte               | Competición                 |
| ------------------------------------------------------------------------------- | --------------------- | --------------------------- |
| Oro                                                                             |                       |                             |
| Chiara Consonni Vittoria Guazzini                                               | Ciclismo en pista     | Madison F                   |
| Rossella Fiamingo Giulia Rizzi Alberta Santuccio Mara Navarria                  | Esgrima               | Espada por equipos F        |
| Alice D'Amato                                                                   | Gimnasia artística    | Barra F                     |
| Alice Bellandi                                                                  | Judo                  | –78 kg F                    |
| Thomas Ceccon                                                                   | Natación              | 100 m espalda M             |
| Nicolò Martinenghi                                                              | Natación              | 100 m braza M               |
| Giovanni De Gennaro                                                             | Piragüismo en eslalon | K1 M                        |
| Sara Errani Jasmine Paolini                                                     | Tenis                 | Dobles F                    |
| Diana Bacosi Gabriele Rossetti                                                  | Tiro                  | Skeet mixto                 |
| Marta Maggetti                                                                  | Vela                  | iQFoil F                    |
| Ruggero Tita Caterina Banti                                                     | Vela                  | Nacra 17                    |
| Equipo                                                                          | Voleibol              | Torneo F                    |
| Plata                                                                           |                       |                             |
| Nadia Battocletti                                                               | Atletismo             | 10 000 m F                  |
| Elia Viviani Simone Consonni                                                    | Ciclismo en pista     | Madison M                   |
| Filippo Ganna                                                                   | Ciclismo en ruta      | Contrarreloj M              |
| Filippo Macchi                                                                  | Esgrima               | Florete individual M        |
| Guillaume Bianchi Filippo Macchi Tommaso Marini Alessio Foconi                  | Esgrima               | Florete por equipos M       |
| Arianna Errigo Martina Favaretto Alice Volpi Francesca Palumbo                  | Esgrima               | Florete por equipos F       |
| Angela Andreoli Alice D'Amato Manila Esposito Elisa Iorio Giorgia Villa         | Gimnasia artística    | Equipo F                    |
| Gregorio Paltrinieri                                                            | Natación              | 1500 m libre F              |
| Gabriele Casadei Carlo Tacchini                                                 | Piragüismo            | C2 500 m M                  |
| Luca Chiumento Luca Rambaldi Giacomo Gentili Andrea Panizza                     | Remo                  | Cuatro scull (M4X) M        |
| Stefano Oppo Gabriel Soares                                                     | Remo                  | Doble scull ligero (LM2X) M |
| Federico Maldini                                                                | Tiro                  | Pistola 10 m M              |
| Silvana Stanco                                                                  | Tiro                  | Foso F                      |
| Bronce                                                                          |                       |                             |
| Mattia Furlani                                                                  | Atletismo             | Salto de longitud M         |
| Andy Díaz Hernández                                                             | Atletismo             | Triple salto M              |
| Simone Consonni Filippo Ganna Francesco Lamon Jonathan Milan                    | Ciclismo en pista     | Persecución por equipos M   |
| Luigi Samele                                                                    | Esgrima               | Sable individual M          |
| Manila Esposito                                                                 | Gimnasia artística    | Barra F                     |
| Sofia Raffaeli                                                                  | Gimnasia rítmica      | Individual F                |
| Alessia Maurelli Martina Centofanti Agnese Duranti Daniela Mogurean Laura Paris | Gimnasia rítmica      | Conjuntos F                 |
| Antonino Pizzolato                                                              | Halterofilia          | 89 kg M                     |
| Gregorio Paltrinieri                                                            | Natación              | 800 m libre M               |
| Alessandro Miressi Thomas Ceccon Paolo Conte Bonin Manuel Frigo                 | Natación              | 4 × 100 m libre M           |
| Ginevra Taddeucci                                                               | Natación              | 10 km F                     |
| Giorgio Malan                                                                   | Pentatlón moderno     | Individual M                |
| Simone Alessio                                                                  | Taekwondo             | –80 kg M                    |
| Lorenzo Musetti                                                                 | Tenis                 | Individual M                |
| Paolo Monna                                                                     | Tiro                  | Pistola 10 m M              |